# Hel (Antarktika)
Hel ist eine Halbinsel in den Bunger Hills an der Knox-Küste des ostantarktischen Wilkeslands. Sie liegt am Nordufer des Algae Lake und südwestlich der polnischen Dobrowolski-Station.
Polnische Wissenschaftler benannten sie 1985 nach der gleichnamigen Halbinsel an der Danziger Bucht.